# Темрява у Сетаноні
«Темрява у Сетаноні» (англ. A Darkness at Sethanon) — роман американського письменника Реймонда Фаста, третя та остання книга в серії «Сага про перервану війну», перша серія романів «Цикл війни розривів». У ньому описується, як Мурмандамус, новий принц Темного Братства, керує силами Моределів і вторгається в королівство з наміром знайти Камінь життя, могутню реліквію, за допомогою якої він зможе знищити все живе в світі, щоб воскресити старих лордів Вальгеру. Лише Мопс і Томас можуть зупинити це нове зло, тим самим поклавши край Ріфтвар.

## Сюжет
Арута, принц Крондора, використовує спробу вбивства як хитрість, щоб імітувати власну смерть та вирушити на північ, щоб протистояти Мурмандамусу. У своїх подорожах Північними землями Арута знаходить колишнього ворога свого батька, Гі дю Бас-Тіру, як захисника міста Арменгар, першого місця, куди вторглася темна армія під керівництвом Мурмандамусом. Намагаючись знищити більшу частину армії, Гай наказує евакуювати місто і запалює нафтові копальні під містом. Мурмандамус втікає неушкодженим, і армія йде до кордону Королівства Островів.
Тим часом Мопс і Томас починають шукати по всьому світу, а зрештою і за його межами, знаменитого мага Макроса Чорного, якого вважали вбитим, коли він допоміг знищити розрив (наприкінці роману «Чарівник»). Макрос розкриває таємницю, що він запустив грандіозну змову, щоб прищепити Томасу силу Вальгеру, Ашен-Шугар, щоб переломити хід майбутньої битви на свою користь.
Мурмандамус, успішно подолавши прикордонне місто Гайкасл, прямує до своєї кінцевої мети: міста Сетанон, яке лежить над стародавніми руїнами, що містять артефакт сили, відомий як Камінь життя.
Мурмандамус бере в облогу Сетанон, спричинюючи масову бійню, незалежну від власних солдатів, щоб витягти свою некромантичну силу з їх смерті. Охоплений силою, він спускається в кімнату Каменя життя, і стикається з Арутою, де вони починають дуель. Усередині камери починає формуватися тріщина, закрита лише завдяки магічним зусиллям Мопса та Макроса.
Аруті вдається вбити Мурмандамуса, розкриваючи його справжню форму пантатіанина, що видає себе за мордела. З його смертю магічна енергія, що втекла, змушує тріщину ненадовго відкриватися, звільняючи Вальгеру та Повелителя жаху, який викрадає життя. Томас, який тепер повністю сприймає свою спадщину Вальгеру, бореться зі своїми стародавніми родичами, а його кінь-дракон бореться з Повелителем жаху.
У кульмінаційний момент битви Томас пронизує мечем свого ворога і потрапляє в Камінь життя, ненавмисно звільняючи духів усіх інших Володарів Драконів. Однак їх спільна могутність не зрівняється з Каменем життя, зв’язком усього живого на Мідкемії. Вони затягуються Каменем життя і потрапляють в одвічну пастку. Вторгнення закінчилося.
Після цього Макрос доручає опіку над світом Мопсу і Томасу, повідомляючи, що його завдання по захисту Мідкемії закінчено, і зникає.